# 李貴和 (明朝)
李貴和（1532年—？），字子中，號節齋，河南開封府祥符縣人，明朝政治人物。

## 生平
河南鄉試第六十八名舉人。嘉靖四十四年（1565年）中式乙丑科三甲第一百四十一名進士。刑部观政，本年八月授山西襄垣縣知縣。
隆慶二年（1568年）六月升青州府同知，四年八月升刑部员外郎，十二月改官户科給事中。隆庆五年（1571年）五月升工科右给事中，京杭运道嚴重瘀積，李贵和请浚胶莱河，朝廷以王宗沐稱其工程浩大而止。九月，又上疏稱《皇明资治通纪》一书“欲以一人闻见，臧否时贤，荧惑听众，若不早加禁绝，恐将来以讹传讹，为国是之累非浅也。”，列为禁毁书。六年正月升兵科左，六月升湖广参议，丁忧归。万历四年（1576年）三月復除陕西，六年八月官至陝西副使。八年正月调用。

## 家族
曾祖李儒；祖父李雲；父李懃。嫡母高氏；繼母范氏；繼母楊氏；生母王氏。兄可仁、弟梅、貴中、貴敬、貴謙、貴讓、貴誠。